# Burg Ober-Falkenstein (Flintsbach am Inn)
Die Burg Ober-Falkenstein, auch Altfalkenstein oder Rachelburg genannt, ist eine abgegangene Höhenburg auf dem Gebiet der bayerischen Gemeinde Flintsbach am Inn im Landkreis Rosenheim oberhalb der als Ruine erhaltenen Burg Unter-Falkenstein (Neu-Falkenstein). Die Anlage wird unter den Aktennummern D-1-8238-0306 („Burgstall des hohen Mittelalters ("Rachelburg" bzw. "Altfalkenstein").“) und D-1-8238-0155 („Siedlung der Bronzezeit und der Urnenfelderzeit sowie Vorburgsiedlung des hohen Mittelalters ("Rachelburg" bzw. "Burgau")“) in der Denkmalliste als Bodendenkmal geführt. 

## Geografische Lage

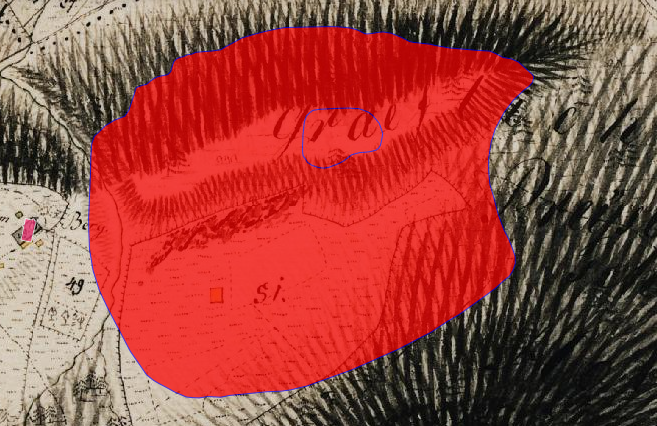
Lageplan von Burg Ober-Falkenstein (Flintsbach am Inn) auf dem Urkataster von Bayern

Der Burgstall befindet sich auf dem 692 m ü. NN hohen Rachelfelsen rund 200 Meter hoch über dem Inn. Ihre verbliebenen Mauerreste liegen heute schwer auffindbar tief im Wald unterhalb des Petersbergs und oberhalb der Rachelwand verborgen.
Durch das Oberinntal verlief eine wichtige Handelsroute zu den Erzvorkommen in Tirol und weiter in den Mittelmeerraum. Ober-Falkenstein und die benachbarten Anlagen  kontrollierten diesen Handelsweg. Die mit ihrem Turm auf dem hohen, vorgelagerten Bergsporn aufragende mittelalterliche Burg Ober-Falkenstein setzte zudem ein weithin sichtbares Zeichen der Macht ihrer Herren.

## Geschichte
Die  Burganlage hat eine besondere archäologische Bedeutung. Aus Ausgrabungen lässt sich schließen, dass sich hier – wie auch auf dem benachbarten Petersberg – bereits eine bronzezeitliche Siedlung befand. Ein in den 1990er Jahren gefundenes Collier der mittleren Bronzezeit (16. Jh. v. Chr.), das einer vornehmen Dame gehört haben muss, lässt vermuten, dass die Rachelburg schon damals eine Art von Herrschaftsfunktion besaß.
Die Burg Ober-Falkenstein soll von Bischof Albuin von Brixen und von den Aribonen erbaut worden sein. Die Anlage war der namensgebende Sitz der Grafen von Falkenstein und wurde erstmals 1115 indirekt erwähnt, 1166 dann als „urbs“, 1188 als „castrum“, und 1287 als „burg“. Bei der Erwähnung von 1166 im Codex Falkensteinensis wird sie auch in einer schematischen Zeichnung abgebildet. Das erhaltene Mauerwerk wird um 1110 datiert, Fundmünzen stammen aus der Zeit um 1120; damit zählt Altfalkenstein zu den ältesten erhaltenen Steinburgen Bayerns.
Nach dem Untergang der Falkensteiner im mittleren 13. Jahrhundert wurde sie 1296 bei kriegerischen Auseinandersetzungen zwischen Herzog Rudolf von Bayern und den Nachkommen des Grafen Meinhard II. von Tirol zerstört.

## Beschreibung
Von der ehemaligen Burganlage sind noch Grundmauern erhalten. Dabei handelt es sich um Reste einer umlaufenden Ringmauer, eines Gebäudes (Turmhaus?) und weiterer Befestigungsmauern, die den Zugang von Westen her abriegelten. Die übrigen drei Seiten waren durch den Steilabfall des Felssporns gesichert. Mauern im weiteren Umfeld (und möglicherweise auch die Bezeichnung als „urbs“) deuten darauf hin, dass es sich um eine ausgedehnte, mehrteilige Anlage handelte. Die erwähnte Zeichnung im Codex Falkensteinensis zeigt ein eckiges Turmhaus mit schön gequadertem Sockel, offenem Hocheingang, Fachwerkaufbau und Zinnenkranz.
Sondagegrabungen und geomagnetische Untersuchungen der Jahre 1991 und 1994 in der Burgau unterhalb der Anlage ergaben auch dort bedeutende Befunde und archäozoologische Funde.